# VII. Károly német-római császár
Bajor Károly Albert (németül: Karl Albrecht von Bayern, csehül: Karel Albrecht Bavorský; Brüsszel, 1697. augusztus 6. – München, 1745. január 20.), a Wittelsbach-házból származó, II. Miksa Emánuel bajor választófejedelem és Sobieska Terézia Kinga lengyel hercegnő harmadik gyermekeként született bajor herceg, aki 1726-tól bajorországi választófejedelem I. Károly Albert néven, 1741-től cseh király III. Károly néven, és 1742-től német-római császár VII. Károly néven.

## Élete

### Származása, testvérei
Károly Albert herceg Brüsszelben született 1697-ben. Édesapja II. Miksa Emánuel bajor választófejedelem (1662–1726) volt, császári tábornagy, sikeres hadvezér, aki 1683-ban részt vett a törököktől ostromolt Bécs felmentésében, majd főhadparancsokként a török ellen vezetett hadjáratokat Magyarországon. A császáriak 1688-ban az ő vezetésével foglalták el Nándorfehérvárt. 1692–1706 között a Spanyol Németalföld császári kormányzója volt.
Édesanyja Terézia Kinga lengyel királyi hercegnő (1676–1730) volt, Miksa Emánuel második felesége, III. (Sobieski) János lengyel király és Mária Kazimira királyné (született Marie Casimire Louise de La Grange d’Arquien francia grófnő) leánya. Tíz gyermekük született, hatan érték meg a felnőttkort:
- Egy halva született fiú (1695).
- Maria Anna Karoline hercegnő (1696–1750), aki 1720-ban Therese Emanuele de corde Jesu néven belépett a klarissza apácák müncheni kolostorába.
- Károly Albert herceg (1697–1745), 1742-től német-római császár.
- Fülöp Móric Mária herceg (1698–1719), Paderborn és Münster posztumusz kinevezett püspöke (elhunytának híre még nem tudódott ki).
- Ferdinánd Mária Ince (1699–1738) császári tábornagy.
- Kelemen Ágost herceg (1700–1761), Köln hercegérseke és választófejedelme, a Német Lovagrend nagymestere, Hildesheim, Münster, Paderborn és Osnabrück hercegérseke.
- Vilmos herceg (1701–1704), kisgyermekként meghalt.
- Alajos János Adolf herceg (1702–1705), kisgyermekként meghalt.
- János Tivadar herceg (1703–1763) bíboros, Regensburg, Freising és Liège (Lüttich) hercegérseke.
- Miksa Emánuel Tamás herceg (1704–1709), kisgyermekként meghalt.

Apja első házasságából, amelyet Mária Antónia osztrák főhercegnővel (1669–1692), I. Lipót német-római császár és Margit Terézia spanyol infánsnő leányával kötött, Károly Albertnek egy féltestvére született, József Ferdinánd Lipót herceg (1692–1699), Asztúria hercege.

### Ifjúsága
Károly Albert apja, választófejedelem 1692–1706 között a Spanyol Németalföld császári kormányzójaként Brüsszelben élt, első gyermekei is itt születtek. Miksa Emánuel a spanyol trónra pályázott. Az utolsó spanyol Habsburg, a gyermektelen II. Károly spanyol király Miksa Emánuel legidősebb fiát, József Ferdinándot tette meg saját általános örökösévé. Az ő hirtelen halála 1699-ben, mindössze hétévesen (amelyet a francia udvar véleménye szerint Bécsből küldött méreg okozott) katasztrófát jelentett a Wittelsbachok nagyhatalmi terveinek.
Miksa Emánuel 1701-ben egész családjával és helytartói udvartartásával együtt visszatért Brüsszelből Münchenbe, és a Franciaország oldalán belépett a spanyol örökösödési háborúba. A bajor hadsereg az angol–holland–osztrák szövetség ellen harcolt a spanyol örökségéért. Közben Miksa Emánuel továbbra is a Spanyol Németalföld Habsburg helytartója maradt. 1704-ben a második höchstädti csatában Miksa Emánuel hadserege súlyos vereséget szenvedett egykori magyarországi harcostársától, Savoyai Jenő hercegtől. Bajorországot Miksa Emánuel apósának, I. Lipót császárnak csapatai szállták meg tíz évre. A választófejedelem Brüsszelbe menekült, csapataival és öccsével, József Kelemen herceggel, Köln hercegérsekével és választófejedelmével együtt. A Német-római Birodalom területén törvényen kívülinek nyilvánították, ezért Párizsba ment, és 1715-ig XIV. Lajos francia király védőszárnyai alatt élt. Bajorország régensi teendőit felesége, Terézia Kinga látta el, de 1705-ben az osztrák megszállók elől Velencébe menekült.
Miksa gyermekei, köztük Károly Albert is Münchenben maradtak. 1706-ban I. József császár utasítására Károly Albertet és fivéreit Klagenfurtba, majd 1711-ben Grazba vitték, ahol rendes oktatásra és nevelésre fogták őket. József császár utódja, VI. Károly császár is fenntartotta ezt a rendelkezést. A bajor választófejedelmi család tagjai csak 1715 áprilisában, a háború végeztével térhettek haza Münchenbe.

### Nagykorúsága
1715. augusztus 6-án Károly Albert nagykorúvá lett, a Bajor Választófejedelemség örököseként hivatalosan átvehette volna az uralkodást. 1715. december 3-ától 1716. augusztus 24-éig hosszabb tanulmányútra (Kavalierstour) Itáliába utazott. 1717-ben egy bajor csapatkontingenssel részt vett egy hadjáratban a törökök ellen. A bécsi császári udvarban időzve megismerkedett Mária Amália osztrák főhercegnővel, az elhunyt József császár leányával. A házasság feltételeként a Bajor Választófejedelemségnek le kellett mondania a Habsburg Birodalom trónja iránti igényéről, amely ebből a házasságból keletkezett.
1725-ben fivéreivel együtt hosszabb utazást tett Franciaországban. Szeptember 5-én részt vettek XV. Lajos francia király esküvőjén. Károly Albert bemutatkozott a francia királyi udvarban, és fontos új politikai kapcsolatokat épített ki.

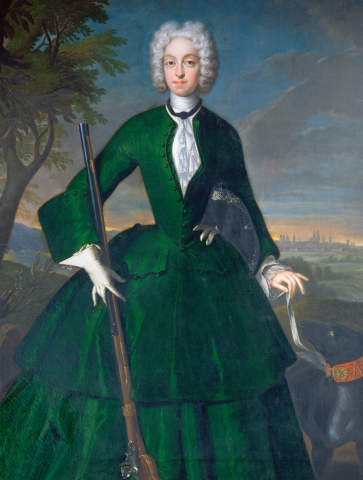
Mária Amália főhercegnő, német-római császárné vadászöltözetben

### Házassága, családja
Károly Albert herceg 1722. október 5-én Bécsben feleségül vette Mária Amália osztrák főhercegnőt (1701–1756), I. József német-római császár, magyar és cseh király és Vilma Amália braunschweig–lüneburgi hercegnő leányát. Az ifjú házasok tiszteletére Miksa Emánuel választófejedelem október 17-étől november 4-éig tartó fényes ünnepségsorozatot rendezett Münchenben és környékén. A házasságból hét gyermek született:
- Maximiliána Maria hercegnő (*/† 1723) születésekor meghalt.
- Mária Antónia Walpurga hercegnő (1724–1780), aki 1747-ben Frigyes Keresztély szász választófejedelemhez ment feleségül.
- Terézia Benedetta Mária hercegnő (1725–1743)
- Miksa József herceg (1727–1777), aki 1745-ben apja örököseként III. Miksa néven választófejedelem lett, és 1747-ben Mária Anna Zsófia szász hercegnőt (1728–1797) vette feleségül.
- József Lajos Leó herceg (1728–1733), kisgyermekkorban meghalt.
- Mária Anna Jozefa hercegnő (1734–1776) , aki 1755-ben Lajos György Simpert badeni őrgrófhoz (1702–1761), a törökverő Lajos Vilmos őrgróf fiához ment feleségül.
- Mária Jozefa Antónia hercegnő (1739–1767), aki 1765-ben József osztrák főherceghez, német királyhoz (1741–1790) ment férjhez. Férje 1780-ban (már Mária Jozefa halála után) II. József néven megörökölte a német-római császári címet.

Ifjú házasként viszonyt folytatott egy udvarhölgyével, Charlotte Sophie Caroline von Ingelheim bárókisasszonnyal (1704–1749) is. Ebből az illegitim kapcsolatából egy fia született: Franz Ludwig von Holnstein gróf (1723–1780), aki 1757-ben Anna Marie zu Löwenfeld grófnőt (1735–1783), saját nagybátyjának, I. Kelemen Ágost kölni hercegérseknek és választófejedelemnek ugyancsak törvénytelen leányát vette feleségül, akitől 12 gyermeke született.

### Bajorország választófejedelme
Apja, Miksa Emánuel választófejedelem 1726. február 25-én elhunyt, trónját Károly Albert örökölte. A Habsburgokkal barátságos viszonyt ápolt, politikájában a Habsburg Birodalomra támaszkodott, de ő is céltudatosan törekedett ugyanarra, amire apja egész életét feltette, hogy megszerezze a Habsburgok örökségét és a német-római császári koronát. A kortárs uralkodókhoz hasonlóan ő is előre látta, hogy a Habsburg-ház férfiága várhatóan ki fog halni. Károly Albert ugyan elfogadta és később alá is írta az 1713-ban kiadott a Pragmatica sanctiót, de minden diplomáciai fórumon azt az álláspontot képviselte, hogy a császári tisztséget a Habsburgok helyett ő maga nyerje el.
1726. szeptember 1-jén a két választófejedelemség: Köln és Bajorország két évre szóló szövetségi és támogatási szerződést kötött Ausztriával. VI. Károly császár magas pénzbeli juttatásokat és politikai támogatást ígért a két választófejedelemségnek, katonák állítása fejében. Károly Albert ezt a szerződést azonban csak átmeneti megoldásnak tekintette, és titokban előkészítette Bajorországnak a franciákkal kötendő szövetségét.
1727–28-ban Károly Albert megpróbálta tető alá hozni a Wittelsbach-házból való választófejedelmek unióját (Bajorország, Köln, Pfalz, Trier), azzal a céllal, hogy a Német-római Birodalmon belül Ausztria és Poroszország ellensúlyozására egy harmadik, franciabarát blokkot hozzanak létre bajor irányítás alatt, mivel az önmagában gyenge Bajorországot a franciák még nem tekintették komoly szövetségesnek. A Wittelsbach szövetség 1728. április 16-án létre is jött. Közös fellépést terveztek a Birodalmi Gyűlésben, közös jelöltet kívántak állítani a császárválasztáson, katonai támogatást ígértek egymásnak.
1728. november 12-én Károly Albert megkötötte Franciaországgal az Ausztria ellen irányuló szövetségi szerződést (amelyet 1727-re datáltak vissza). Ebben XV. Lajos pénzbeli támogatásra kötelezte magát a bajor hadsereg felfegyverzéséhez, és a császári korona megszerzéséhez arra az esetre, ha VI. Károly férfi utód nélkül halna meg.
1732-ben Károly Albert megtámadta az 1713-as Pragmatica sanctio érvényességét. A regensburgi Birodalmi Gyűlésen Bajorország a pfalzi és szász választóval és más birodalmi rendekkel együtt szavazataival megakadályozta, hogy a Pragmatica Sanctió elnyerje a birodalmi rendek elismerését és garanciáját. 1735-ben – francia pénzen – a bajor haderőt 42 000 főre növelte. Közben gondosan ügyelt országa semlegességére, nehogy belekeveredjen számára érdektelen külháborúkba. 1737-ben azonban a francia kormány csökkentette a pénzsegélyt. Károly Albert ezért kénytelen volt csapatai egy részét a török elleni háború céljából Ausztria rendelkezésére bocsátani, hogy a fennmaradó bajor hadsereg fenntartásáról gondoskodhasson.
Károly Albert emellett stabilizálta országa belső helyzetét, átszervezte a bajor közigazgatási rendszert, szétválasztotta a választófejedelem és a rendek szolgálatában álló közhivatalnokok jogállását. Országát nagy erővel fejlesztette, uralma alatt korábban nem látott mértékben javult a művészek és tudósok helyzete, fellendült a gazdaság és a kereskedelem. A választófejedelmet, aki apjához hasonlóan a Wittelsbach-ház nagy történelmi küldetését hirdette, az alattvalók tisztelete és őszinte rajongása vette körül.
Jelentősen bővítette a müncheni fejedelmi palotát, a Münchner Residenzet. Törvénytelen fia, Franz Ludwig gróf részére Münchenben megépíttette a Holnstein-palotát. A paloták tervezésével és építésekkel udvari főépítőmesterét, a vallon származású François de Cuvilliés-t (1695–1768) bízta meg. (Az épület 1821 óta München és Freising érsekeinek palotájául szolgál).

### Az osztrák örökösödési háború kezdete
Mivel VI. Károly császár (III. Károly néven magyar király) férfi örökös nélkül halt meg, az 1723-ban kibocsátott Pragmatica sanctio alapján leánya, Mária Terézia főhercegnő örökölte a Habsburg örökös tartományokat, (Erbländer). A Pragmatica sanctio azonban értéktelen papírnak bizonyult, senki sem ismerte el. Sorban jelentkeztek az örökséget női ágon igénylők: Károly Albert követe Mária Teréziát osztrák uralkodó főhercegnőt, magyar és cseh királynőt csak „toszkánai nagyhercegnének” címezte (férjének, Lotaringiai Ferenc Istvánnak 1737 óta viselt uralkodói címe után). A követ nem is tárgyalt vele, csak az udvari főtisztviselőknek jelentette be, hogy ő, Károly Albert az elhunyt II. Ferdinánd császár leányának, Mária Anna osztrák főhercegnőnek (1610–1665) egyenes leszármazottja, és bejelentette igényét Mária Terézia egész örökségére. Károly Albert emellett érvényesíteni kívánta feleségének, Mária Amália osztrák főhercegnőnek, I. József császár leányának öröklési jogát is, bár e jogáról  – éppen a házasságkötés feltételeként – 1722-ben lemondott. II. Frigyes szász választófejedelem követe is bejelentette igényét, feleségére Habsburg Mária Jozefa főhercegnőre, I. József császár leányára hivatkozva. V. Fülöp spanyol király is igényt tartott a Habsburg örökségre, II. Károly király végrendelete alapján.
1740 októberében kirobbant az osztrák örökösödési háború, amelynek nyitányaként II. Frigyes porosz király elfoglalta Sziléziát. Ebben a háborúban Bajorország a Habsburgok ősellenségével, Francia Királysággal szövetkezett. Franciaországnak azonban nem állt érdekében a Habsburgok helyére a Wittelsbachokat ültetni, és csak korlátozott erejű katonai támogatást adtak. A francia és bajor csapatokat Bécs bevétele helyett Csehországba vezényelték, mivel a cseh királlyá koronázás a császárrá választás előfeltétele volt.
1741 májusában a bajor székvárosban, Münchenben, a Nymphenburg kastélyban Károly Albert kezdeményezésére Bajorország, Franciaország és Spanyolország küldöttei szerződésekben szabályozták a Habsburg Birodalom felosztását. A bajorok az osztrák és cseh tartományokat, a franciák Németalföldet, a spanyolok az itáliai Habsburg birtokokat kapták volna. Ősszel Szászország is csatlakozott a nymphenburgi megállapodásokhoz, neki Morvaország jutott. A magyar rendek ugyanakkor Mária Teréziát támogatták, és 1741. június 25-én Pozsonyban magyar királynővé koronázták.

### A német-római császári trónon

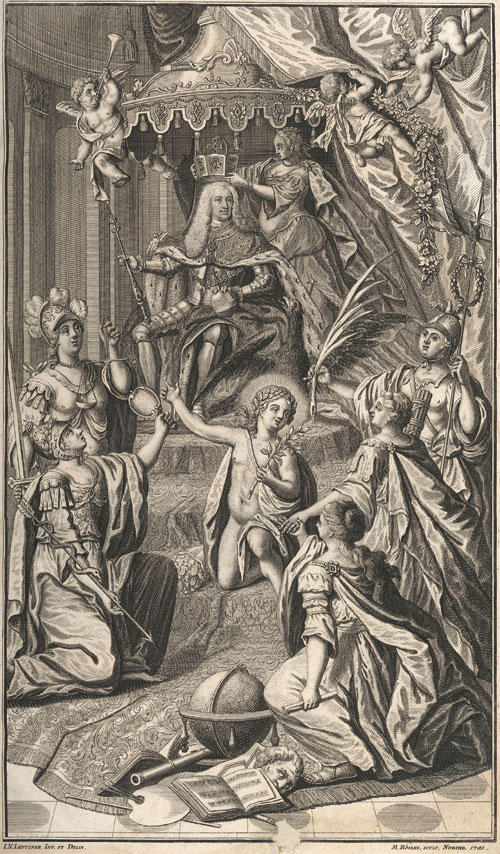
VII. Károly megkoronázása, Nagy Károly koronájával (Allegorikus ábrázolás, 1742.)

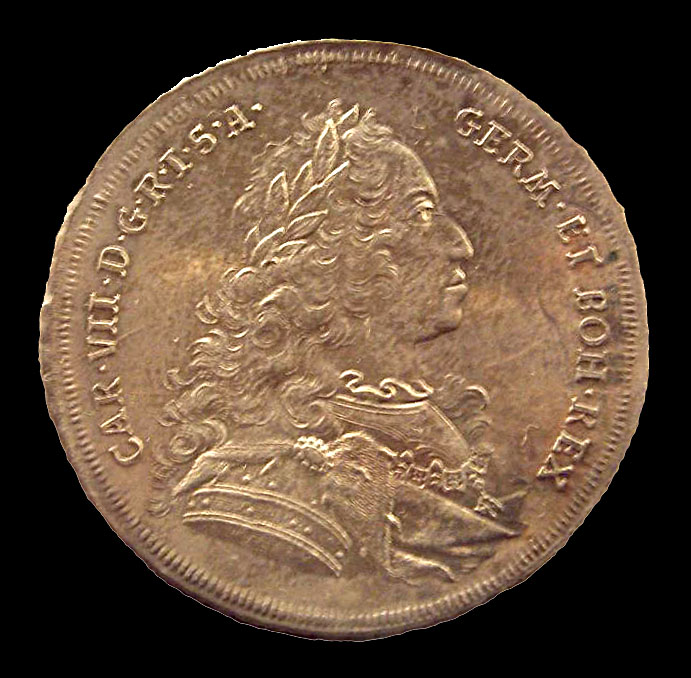
Tallér VII. Károly portrjéjával, 1743.

1741-ben Károly Albert csapatai – a franciák támogatásával – elfoglalták Csehországot. 1741. november 19-én a cseh arisztokrácia behódolt és hűséget esküdött neki. 1741. december 7-én a prágai Szent Vitus-székesegyházban a prágai érsek cseh királlyá koronázta. A frankfurti Birodalmi Gyűlés őt választotta meg császárnak, és 1742. február 12-én Frankfurtban ünnepélyes keretek közt császárrá is koronázták VII. Károly néven. A koronázási aktust tulajdon bátyja, I. Kelemen Ágost kölni hercegérsek végezte. Ősapja, IV. Lajos császár után 400 évvel Károly Albert lett a második bajor, és a harmadik Wittelsbach-házi uralkodó a Német-római Birodalom trónján.
Közben Mária Terézia főhercegnő tárgyalásokat kezdett Nagy Frigyessel, titkos egyezményben lemondott Alsó-Sziléziáról (Niederschlesien), és fegyverszünetet kötött Poroszországgal. Az osztrák csapatok visszafoglalták a bajorok által megszállt osztrák területeket, aztán Bajorország ellen fordultak. Mire Károly Albertet Frankfurtban császárrá koronázták, országának csaknem teljes területe már osztrák kézre jutott. A koronázás után mindössze két nappal, február 14-én az osztrák csapatok, Ludwig Andreas Khevenhüller tábornagy (Montecuccoli unokája) parancsnoksága alatt elfoglalták Károly Albert székvárosát, Münchent. Mária Terézia köszönőlevelét maga Lotaringiai Ferenc István nagyherceg vitte el és adta át a tábornagynak. VII. Károly császárnak nemcsak a Habsburg örökös tartományokról kellett lemondania, de saját fejedelemségét is elveszítette. 1742-ben az osztrákok visszafoglalták Csehországot, a cseh rendek neki is hűséget esküdtek, a prágai érsek ezúttal Mária Teréziát koronázta cseh királynővé, ugyanolyan ünnepélyes körülmények között, mint egy évvel korábban Károly Albertet.
1743-ban Anglia is Franciaország ellen fordult, az osztrák haderő a Rajnánál is győzelmeket aratott, a Habsburg Birodalom helyzete megszilárdult. 1745. január 8-án Varsóban Nagy-Britannia, Ausztria, Németalföld, Szászország (perszonálunióban Lengyelországgal) négyes szövetséget kötöttek Poroszország ellen.
Röviddel azután, hogy a bajor hadsereg visszafoglalta Münchent, 1745. január 20-án VII. Károly császár elhunyt. A Wittelsbachok nagyhatalmi kalandja lezárult. Károly Albert jelmondatát: Aut Caesar aut Nihil (Vagy császár, vagy semmi), gúnyosan így forgatták ki: Et Caesar et Nihil (Császár is, semmi is). Rövid, hároméves uralkodása Közép-Európa történelmében jelentéktelen epizód maradt, a Habsburg császárok hosszú sorának rövid, átmeneti megszakadása.
VII. Károly császárt, Bajorország választófejedelmét a müncheni Szent Kajetán templom (Theatinerkirche) kriptájában temették el. 1756-ban ugyanide temették özvegyét, Habsburg Mária Amália főhercegnőt is.

### A halálát követő események
Új császárt kellett választani. Franciaország a szász választófejedelmet (a lengyel királyt), Poroszország az új bajor választófejedelmet támogatta. Károly Albert bajor választófejedelem fia és utódja, III. Miksa József választófejedelem (1727–1777) azonban – anyja tanácsára – nem vállalt újabb konfrontációt Ausztriával, és 1745. április 22-én megkötötte Mária Teréziával a füsseni békeszerződést. Ebben Bajorország elismerte Ausztria vezető szerepét a Német-római Birodalomban, és lemondott császári trónigényéről. Az ifjú választófejedelem arra is ígéretet tett, hogy a küszöbön álló császárválasztáson Mária Terézia férjére, Lotaringiai Ferencre fogja adni szavazatát. Végül maga Nagy Frigyes porosz király is Lotaringiai Ferencre adta szavazatát (bár az örökösödési háború még folytatódott tovább, egészen 1748-ig).
1745. szeptember 13-án Frankfurtban Mária Terézia férjét, Lotaringiai Ferenc István herceget, Toszkána nagyhercegét (1708–1765) I. Ferenc néven német-római császárrá koronázták.  A kilenc választófejedelem közül hétnek a szavazatát kapta meg. Koronázására október 4-én került sor a frankfurti Szent Bertalan koronázótemplomban (Kaiserdom St. Bartholomäus).

## További irodalom
- Niederhauser Emil: Mária Terézia, Pannonica, Budapest, 2000, ISBN 963-9252-14-X
- Gonda Imre, Niederhauser Emil. A Habsburgok. Egy európai jelenség, 2. kiadás, Budapest: Gondolat Kiadó (1978). ISBN 963-280-714-6
- Hugh Montgomery-Massingberd (kiadó): Burke's Royal Families of the World, 1. kötet: Európa & Latin-Amerika, Burke's Peerage Ltd, London, 1977.
- Mraz, G.: Maria Theresia (Ihr Leben und ihre Zeit in Bildern und Dokumenten), Süddeutscher Verlag, 1979.
- Gotthardt, Elmar: Die Kaiserwahl Karls VII. Ein Beitrag zur Reichsgeschichte während des Interregnums von 1740–1742, 1986 (Europäische Hochschulschriften. Reihe 03/295).
- Handrick, Wolfgang: Die Pragmatische Armee 1741-1743. Eine alliierte Armee im Kalkül des Österreichischen Erbfolgekrieges, 1991 (Beiträge zur Militärgeschichte 30).
- Hartmann, Peter C.: Karl Albrecht – Karl VII. Glücklicher Kurfürst, Unglücklicher Kaiser, 1985.
- Hartmann, Peter C. (kiadó): Karl VII. – der zweite Wittelsbacher auf dem Kaiserthron., 1982 (Carl-Friedrich-von-Siemens-Stiftung: Themen 35).
- Hartmann, Peter C.: Kurfürst Karl Albrecht als König von Böhmen, in: Gesellschaftsgeschichte, 1988, S. 201 – 234.
- Hein, Wilhelm: Der Regensburger Reichstag von 1740 bis 1745, 1953.
- Press, Volker: Das wittelsbachische Kaisertum Karls VII. Voraussetzungen von Entstehung und Scheitern, kiadó Andreas Kraus, 1984.
- Schmid, Alois: Bayern und die Kaiserwahl des Jahres 1745, 1982, (Münchener Historische Studien/Abt. Bayerische Geschichte 10).
- Schmücker, Lore: Reichsrechtliche Probleme bei der Kaiserwahl Karls VII., 1954.
- Schneider, Rolf: Karl VII., der unglückliche Kaiser. (Kiadva halálának 250 évfordulójára, 1995).
- Wagner, Fritz: Kaiser Karl VII. und die großen Mächte 1740–1745, 1938.

| Előző uralkodó: II. Miksa Emánuel | Bajorország uralkodója 1726 – 1745 választófejedelemként Wittelsbach | Következő uralkodó: III. Miksa József |

| Előző uralkodó: II. Károly | Csehország uralkodója 1741 – 1743 | Következő uralkodó: Mária Terézia |

| Előző uralkodó: VI. Károly | Német király 1742–1745 Német-római császár 1742–1745 | Következő uralkodó: I. (Lotaringiai) Ferenc |